# Reacción endergónica
En termoquímica, una reacción endergónica (también llamada reacción desfavorable o no espontánea) es una reacción química en donde el incremento de energía libre es positivo.
Bajo condiciones de temperatura y presión constantes, esto quiere decir que el incremento en la energía libre de Gibbs estándar debe ser negativo. 
{\displaystyle \Delta G^{\circ }>0}
Para una reacción en estado estándar (a una presión estándar (1 bar), y unas concentraciones estándar (1 molar) de todos los reactivos y productos).

## Constante de equilibrio
Las reacciones endergónicas se manifiestan durante los procesos anabólicos; de manera que, requieren que se le añada energía a los reactivos, se le suma energía (contiene más energía libre que los reactivos). Por otro lado, durante las reacciones exergónicas se libera energía como resultado de los procesos químicos (ej., el catabolismo de macromoléculas). La energía libre se encuentra en un estado organizado, disponible para trabajo biológico útil. Las reacciones endergónicas se llevan a cabo con la energía liberada por las reacciones exergónicas. Las reacciones exergónicas pueden estar acopladas con reacciones endergónicas. Reacciones de oxidación-reducción (redox) son ejemplos de reacciones exergónicas y endergónicas acopladas.
La constante de equilibrio de la reacción está relacionado con ΔG° por la relación:
{\displaystyle K=e^{-{\frac {\Delta G^{\circ }}{RT}}}}
donde T es la temperatura absoluta y R es la constante universal de los gases ideales. Un valor positivo de ΔG° entonces implica
{\displaystyle K<1\,}
de modo que a partir de las cantidades de estequiometricas una reacción se moverían hacia la izquierda del equilibrio y no a la derecha.
Sin embargo, las reacciones endergónica son bastante frecuentes en la naturaleza, especialmente en la bioquímica y fisiología. Algunos ejemplos de reacciones endergónicas en células incluyen la síntesis de proteínas, y el bombeo de Na /K  que produce la conducción nerviosa y la contracción muscular.
Esto se debe a que la reacciones endergónicas (no espontáneas) están asociadas a reacciones espontáneas de forma que el incremento de energía libre total sí que es negativo
{\displaystyle \Delta Gt<0\,}
considerando ambas reacciones globalmente.

## Haciendo que las reacciones endergónicas transcurran
Las reacciones endergónicas pueden transcurrir si se 'empuja' o 'tira' de ellas con una  reacción exergónica (aumentando de estabilidad, lo que produce un incremento negativo de la energía libre).

### Tirando de la reacción
Se puede 'tirar' de los reactivos a través de una reacción endergónica, si los productos de la reacción desaparecen rápidamente debido una reacción exergónica subsiguiente. La concentración de los productos de la reacción endergónica debe mantenerse siempre baja para que la reacción habiendo alcanzado el estado de transición, se ve rápidamente involucrada en un proceso exergónico hasta un estado final más estable.

### Empujando la reacción
Una reacción endergónica se puede 'empujar' acoplándola a otra reacción que sea fuertemente exergónica, a través de un intermediario compartido.
Esto es frecuente en las reacciones biológicas. Por ejemplo en la siguiente reacción
{\displaystyle XY\longrightarrow XY}
puede ser demasiado endergónica para que tenga lugar. Sin embargo, es posible que acoplándola a una reacción fuertemente exergónica – como, muy a menudo, es la descomposición de ATP en ADP y fosfato inorgánico, ATP → ADP Pi, así que
{\displaystyle X{\mathit {ATP}}\longrightarrow {\mathit {XP}}{\mathit {ADP}}}
{\displaystyle {\mathit {XP}}Y\longrightarrow {\mathit {XY}}P_{i}}
En este tipo de reacciones, con la descomposición de ATP se aporta la energía libre necesaria para que la reacción endergónica transcurra, es por esto frecuente que en bioquímica celular se llame al ATP "moneda universal de energía" de todos los organismos vivos. Los cambios exergónicos liberan energía en forma de calor.